# Corynopoma riisei
Corynopoma riisei és una espècie de peix de la família dels caràcids i de l'ordre dels caraciformes.

## Morfologia
Els mascles poden assolir 4,8 cm de llargària total, tot i que els exemplars criats en captivitat arriben als 7. Opercles amb prolongacions allargades que poden arribar fins a l'aleta dorsal. Presenta dimorfisme sexual: el mascle té les aletes més grans (en particular la dorsal i l'anal) i la part inferior de l'aleta caudal allargada.

## Hàbitat i distribució geogràfica
Viu a les zones de clima tropical (entre 22 °C - 28 °C de temperatura) de Sud-amèrica: les conques dels rius Meta -incloent-hi Colòmbia- i Negro, i els rius costaners de l'illa de Trinitat i del nord de Veneçuela.

## Captivitat
Accepta tota mena d'aliments, pot viure en aquaris mixtos i, pel que fa a la reproducció, cal un mascle per cada 3 o 4 femelles en un recipient de 50 litres com a mínim, amb plantes de fulles fines, a una temperatura de 24 °C aproximadament i un pH comprès entre 6,5 i 7. Durant la fresa, el mascle diposita els espermatòfors a l'altura de l'orifici sexual de la femella i queden emmagatzemats fins a la maduració dels ous i la posta (d'aquesta manera, la femella és capaç de pondre ous diverses vegades sense la presència del mascle, ja que, durant cada posta, és alliberada una part dels espermatozoides). La posta dels ous, adhesius, té lloc entre les plantes de l'aquari i la incubació té una durada de 20-36 hores. És convenient retirar de manera regular les plantes dipositàries de la posta per a situar-les en un recipient de cria. Els alevins poden ésser alimentats amb nauplis d'artemies o de ciclops.

## Observacions
La primera importació d'aquesta espècie va tindre lloc l'any 1932 per part d'Otto Winkelmann als Estats Units.